# 프랑스의 아녜스

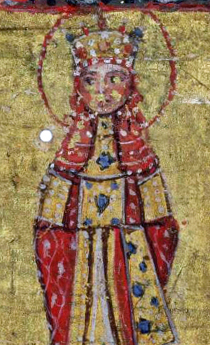

아녜스(Agnès, 1171년 – 1220년)는 프랑스 왕 루이 7세와 그의 세 번째 부인 샹파뉴의 아델의 딸로 비잔티움의 황제 알렉시오스 2세 콤니노스와 안드로니코스 1세 콤니노스의 황후였다.
비잔티움 황제 마누일 1세는 말년에 비잔티움과 서방 국가와의 관계를 강화하려는 목적으로 자신과 두 번째 부인 마리아와의 사이에서 태어난 아들 알렉시오스와 프랑스왕 루이 7세의 딸을 약혼시켰다. 이 두사람의 결혼은 1180년 3월 2일 콘스탄티노폴리스에서 이루어졌는데 당시 신부는 9살, 신랑은 겨우 10살이었다. 이 결혼으로 아녜스는 이름을 그리스식으로 안나(Άννα)로 바꾸었다.
그 해 9월 24일 마누일 황제가 죽고 알렉시오스가 황제에 올랐으나 너무 어렸기 때문에 어머니 마리아가 섭정을 했다. 그러나 1183년 마누일의 사촌뻘인 안드로니코스 콤니노스가 마리아와 함께 알렉시오스를 몰아내고 황제에 올랐다. 당시 안나(아녜스)는 12살이었는데 64살의 안드로니코스는 안나와 결혼했다. 안드로니코스는 폭정과 잔임함으로 악명 높았고 결국 1185년 민중폭동이 일어나 권좌에서 쫓겨나고 참혹한 죽음을 맞이하는데 안나는 그의 실각에도 불구하고 살아남은 것으로 보이는데 그 후에 확실한 역사적 기록은 남아있지 않다.